# Парк Металлургов (Орск)
Парк Металлу́ргов — парк в городе Орске Оренбургской области. Расположен в Ленинском районе в восточной части входящего в состав города посёлка Никель.
На территории парка расположен спортивный комплекс «Лидер» со стадионом «Металлург». В настоящее время парк находится в запущенном состоянии — основная часть территории не ухожена, в летнее время случаются пожары.

## История
Парк был основан во второй половине 1930-х годов, когда территория будущего парка была засажена деревьями и кустарниками. После войны в парке были установлены памятники Владимиру Ленину и Сергею Кирову, парковые скультуры из гипса и вазоны. Кроме того, на территории парка были сооружены уличный бассейн с фонтаном, летний кинотеатр, танцевальная и спортивная площадки. На сегодняшний день сохранился только памятник Ленину.